# مجلس الثورة الإسلامية
مجلس الثورة الإسلامية ((بالفارسية: شورای انقلاب اسلامی), Showra-ye Enghelāb Eslāmi) عبارة عن مجموعة شكلها آية الله روح الله الخميني لإدارة الثورة الإيرانية يوم 12 يناير عام 1979، قبل وقت قصير من عودته إلى إيران. "على مدى الأشهر القليلة المقبلة صدر من المجلس مئات الأحكام والقوانين، التي تتعامل مع كل شيء من تأميم البنوك إلى رواتب الممرضات.” وظل وجوده سراً خلال وقت مبكر، وهو الوقت الأقل أمانًا في الثورة، ولم يكشف للجمهور عن أعضاء المجلس وطبيعته الدقيقة حتى أوائل عام 1980. وتوفي بعض أعضاء المجلس مثل محمود طالقاني في السنوات الأولي من الثورة الإسلامية وتوفي عدة أخرى خلال الحرب بين إيران والعراق والآخرون مثل باهنر ومحمد بهشتي ومرتضي المطهري ومحمد ولي القرني اغتيلوا على أيدي مجاهدي خلق أو جماعة الفرقان خلال السنوات الأولى بعد الثورة.

## نظرة عامة
يتألف المجلس من سبع شخصيات دينية مرتبطة بالخميني وسبع شخصيات من المعارضة العلمانية وممثلين من قوات الأمن.
ووفقا لـ أكبر هاشمي رفسنجاني، اختار الخميني بهشتي ومطهري ورفسنجاني وباهنر ومير حسين موسوي والموسوي الأردبيلي كأعضاء. وقد دعى ذلك الآخرين إلى الخدمة: بازركان ومحمود طالقاني وعلي خامنئي وأبو الحسن بني صدر ومحمد رضا مهدوي كني ويد الله صحابي وكتراعي، أحمد سيد جوادي والقرني وعلي عسكر المسعودي، علي أكبر موينفار وناصر ميناشي (حتى عام 1979) وصادق قطب زاده.
وقد قدم المجلس مهدي بازركان كرئيس للوزراء لحكومة إيران المؤقتة، وهو ما قبله الخميني.
وقد وصفت على أنها «حكومة موازية» أصدرت القوانين وتنافست مع الحكومة الثورية المؤقتة الرسمية والتي أتى أعضاؤها الرواد من المجلس.
عمل المجلس بصفته حكومة إيران بلا منازع منذ استقالة بازركان وبقية الحكومة الثورية المؤقتة لحين تشكيل البرلمان الأول. (6 نوفمبر 1979 - 12 أغسطس 1980).
ومن بين الإجراءات التي اتخذها المجلس في أبريل 1979 إنشاء محاكم ثورية لمحاكمة وإعدام أعداء الثورة وتأميم الشركات، وتسليم إنذار في إبريل من عام 1980 إلى الجماعات اليسارية لترك الجامعات الإيرانية. وبعد هذا، تم قتل «عدد كبير» من اليساريين «أو جرحهم»“.
ولم يكن أعضاء المجلس في اتفاق تام بشأن الكيفية التي أرادوا أن تحكم بها إيران. وقد فضل كل من أبو الحسن بني صدر وإبراهيم يزدي وصادق قطب زاده وآية الله محمود طالقاني وجود حكومةديموقراطية، بينما أراد الخميني وبهشتي ورجال الدين الآخرون دستورًا مع مجلس تخطيط ولكن بلا برلمان منتخب، كما سيستند القانون على الشريعة التي فسرها المجتهد. وسادت الرؤية الأخيرة -بالطبع بإضافة برلمان منتخب- بعد اغتيال آية الله مطهري ووفاة آية الله محمود طالقاني في 10 سبتمبر 1979 مما عزز من قوة موقف الإسلاميين بشكل كبير.

## الرؤساء
| # | الاسم             | الصورة | تاريخ الميلاد-الوفاة | تاريخ تولي المنصب | تاريخ ترك المنصب   | الحزب السياسي              |
| - | ----------------- | ------ | -------------------- | ----------------- | ------------------ | -------------------------- |
| 1 | مرتضى مطهري       |        | 1920–1979            | 12 يناير عام 1979 | 1 مايو عام 1979    | جمعية رجال الدين المقاتلين |
| 2 | محمود طالقاني     |        | 1911–1979            | 1 مايو عام 1979   | 9 سبتمبر عام 1979  | حركة حرية إيران            |
| 3 | أبو الحسن بني صدر |        | 1933 -               | 9 سبتمبر عام 1979 | 11 فبراير عام 1980 | مستقل                      |

### قائمة المصادر
- Bakhash، Shaul (1984). Reign of the Ayatollahs. Basic Books.
- Keddie، Nikki (2003). Modern Iran: Roots and Results of Revolution. Yale University Press.
- Moin، Baqer (2000). Khomeini: Life of the Ayatollah. Thomas Dunne Books.